# Vire
Vire là một xã trong tỉnh Calvados, thuộc vùng Normandie của nước Pháp, có dân số là 13.815 người (thời điểm 1999).

## Nhân khẩu học
| 1962  | 1968  | 1975  | 1982  | 1990  | 1999  |
| ----- | ----- | ----- | ----- | ----- | ----- |
| 10079 | 11833 | 13399 | 13709 | 12895 | 12815 |